# Balboa Productions
Balboa Productions è una casa di produzione cinematografica statunitense fondata nel 2018 da Sylvester Stallone e Braden Aftergood.
Il nome della società viene ripreso dal personaggio cinematografico Rocky Balboa (interpretato da Stallone), protagonista del franchise di Rocky che ha reso popolare Stallone a partire dal 1976 con l'omonimo primo lungometraggio.

## Storia
(Andrew Aftergood)
La società viene fondata da Stallone e Aftergood nel maggio 2018 ma l'annuncio ufficiale e la prima conferenza stampa internazionale viene tenuta da Aftergood al Festival di Cannes 2019 in occasione della presentazione di Rambo: Last Blood
Tra il 2018 e il 2019 la compagnia ha già iniziato ad essere operativa collaborando con la MGM e la NBC Universal. Aftergood afferma che il nome Balboa non è stato scelto per caso o perché Stallone è il co-fondatore, ma questo perché rispecchia la filosofia e le tematiche delle opere originali che verranno prodotte. Le storie sono (nelle intenzioni) incentrate per lo più sulla "grinta e adrenalina" e narrano di protagonisti underdog (ovvero tendenzialmente perdenti) che non perdono il coraggio per affrontare le avversità della vita.

## Filmografia

### Cinema
- Rambo: Last Blood, regia di Adrian Grunberg (2019)
- One Night: Joshua vs. Ruiz (2019) - documentario
- Samaritan, regia di Julius Avery (2022)
- Creed III, regia di Michael B. Jordan (2023)
- MVP, regia di Nate Boyer (2022)
- A Working Man, regia di David Ayer (2025)

### Televisione
- Tulsa King - serie TV (2022-in corso)